# Éditions du Rhin
Les Éditions du Rhin était une maison d'édition française située à Strasbourg, spécialisée dans les revues et publications lithographiques en lien avec les célèbres musées français. Elle fait aujourd'hui partie des éditions de la nuée bleue.

## Publications[1]
- 1921 - La Triple révolution : essais / Walther Rathenau ; [trad. par David Roget], Éditions du Rhin.
- 1947 - Die Dose von Ebenholz, Ellen Wood übertragen v. Christensen, Éditions du Rhin.

- 1947 - Gottesgericht und Gottesstrafe : Lothr. Tatsachroman aus dem vorigen Jahrhundertde, Jean Franval, Éditions du Rhin, Société Lecture.
- 1947 - Das negermädchen Masouli, Charles Ernest Kohler, Éditions du Rhin, Société Lecture.
- 1947 - Drei Tage und zwei Nächte, Richard Roland, Éditions du Rhin, Société Lecture.
- 1947 - Harte Köpfe messen sich, Ernest Roth Éditions du Rhin, Société Lecture.
- 1948 - Der Dreispitz / Pedro de Alarcon ; bearbeitung von Christensen, Éditions du Rhin, Société Lecture.
- 1948 - Der Mann, der um sein Leben kämpfte : Kriminal, Charles Ernest Kohler, Éditions du Rhin, Société Lecture.
- 1948 - Dubrowskij und Pique-Dame, Alexandre Puschkin ; [Uebertragen von Christensen], Éditions du Rhin, Société Lecture.
- 1948 - Die Frau mit Vergangenheit, Richard Roland, Éditions du Rhin, Société Lecture.
- 1948 - Danielle vor der Entscheidung, Charlotte Wolf, Éditions du Rhin, Société Lecture.
- 1952 - Die Sterne sind überall, von Kurt F. Andres, Éditions du Rhin.

- 1952 - Immer findet Liebe einen Weg, Kurt F. Andres, Éditions du Rhin.
- 1952 - Königsliebe, Elfie Appel, Éditions du Rhin.
- 1952 - Die schöne Jula, Hans Ernst, Éditions du Rhin.
- 1952 - Es geht um Dorotea, Ernst Lauterborn, Éditions du Rhin.
- 1952 - Die grosse Lüge, Fred Forster, Éditions du Rhin.
- 1952 - Die  Entführerin, Hanno Hurtich, Éditions du Rhin.
- 1952 - Ruf der Sehnsucht, Hanno Hurtich, Éditions du Rhin.
- 1952 - Lepont du paradis, Henry Christian, Éditions du Rhin.
- 1952 - Die Schicksalsbrücke, Frank Michael, Éditions du Rhin.
- 1952 - Es ist nie zu spät, Frank Michael, Éditions du Rhin.
- 1952 - Zwei unter Millionen, Frank Michael, Éditions du Rhin.
- 1952 - Das Meermädchen, Friedel Schank, Éditions du Rhin.
- 1952 - Der abenteuerliche Traum, Friedel Schank, Éditions du Rhin.
- 1952 - Zigeunerprinzessen, Friedel Schank, Éditions du Rhin.
- 1952 - Dornen und Blüten, Hannelore Schank, Éditions du Rhin.
- 1952 - Weisse Frau im Dschungel, Hannelore Schank, Éditions du Rhin.
- 1952 - Der Traum vom grossen Glück, Doris Schmidt, Éditions du Rhin.
- 1952 - Marie hält ihr Versprechen, G. Warden, Éditions du Rhin.
- 1952 - Ich vergass dich nicht !, Hanno Hurtich, Éditions du Rhin.
- 1952 - Zweigner, Paul Beatrice, Éditions du Rhin.
- 1952-1953 - In Banden der Leidenschaft : Roman aus dem Leben, A. Feldern, Éditions du Rhin.
- 1953 - Andres, Kurt F.  Im Anfang war's Spiel : Liebesroman, K. F. Andres, Éditions du Rhin.
- 1953 - Clarissa, Elfie Appel, Éditions du Rhin
- 1953 - Ferne Geliebte, Thomas Ebloff, Éditions du Rhin.
- 1953 - Borglund, Peer Intermezzo in Ägypten, Peer Borglund, Éditions du Rhin.
- 1953 - Brückner, Enne  Die von Herrenfried, Enne Brückner, Éditions du Rhin.
- 1953 - Die Bettlerin vom Pont des Arts, Wilhelm Hauff, Éditions du Rhin.
- 1953 - Die Christel vom Birkenhof, Leonie Franzis, Éditions du Rhin.
- 1953 - Die Scheinverlobung, Albert Brunk, Éditions du Rhin.
- 1953 - Die Schwestern Schmiedenstein, Hannelore Schank, Éditions du Rhin.
- 1953 - In einer Sommernacht, Thomas Ebloff, Éditions du Rhin.
- 1953 - Der Ruf der Vergangenheit, Sophie Hartmann, Éditions du Rhin.
- 1953 - Schatten der Schuld, L. M. Hecker-Niessler, Éditions du Rhin.
- 1953 - Durch meine Schuld, M. Herschler, Éditions du Rhin.
- 1953 - Kampf und Liebe, Agathe Keren, Éditions du Rhin.
- 1953 - Und vergib uns unsere Schuld, Priska Ronek, Éditions du Rhin.
- 1953 - Begegnung, Friedel Schank, Éditions du Rhin.
- 1953 - Es geht um Christophe, Friedel Schank, Éditions du Rhin.
- 1953 - Auch seine dritte Frau..., Hannelore Schank, Éditions du Rhin.
- 1953 - Das Schicksal hat ja gesagt, Hannelore Schank, Éditions du Rhin.
- 1953 - Der Betrug aus Liebe, Doris Schmidt, Éditions du Rhin.
- 1953 - Das Leben ist stärker !, Elisabeth Weihart, Éditions du Rhin.
- 1953 - Herzensretter, Brigitte Wilfried, Éditions du Rhin.
- 1954 - Abenteuer in St.-Moritz, Hanno Hurtich, Éditions du Rhin.
- 1954 - Boog, Anne Gitta soll heiraten / Roman von Anne Boog Éditions du Rhin.
- 1954 - Borgers, Charles Flucht vor der Schande / Roman von Charles Borgers Éditions du Rhin.
- 1954 - Das kleine Glück, Friede v. Motten, Éditions du Rhin.
- 1954 - Das Liebste auf der Welt, Catherine Kreutzer, Éditions du Rhin.
- 1954 - Die Schwindlerin, Olga Bonna, Éditions du Rhin.
- 1954 - Die Strandfee, Anna Boog, Éditions du Rhin.
- 1954 - Verkannte Geliebte ?, Thomas Ebloff, Éditions du Rhin.
- 1954 - Herz, wo geht die Reise hin ? : ein Schicksals-Roman aus unserer Zeit, Sophie Hartmann, Éditions du Rhin.
- 1954 - Liebling der Frauen, Fred Forster, Éditions du Rhin.
- 1954 - Das doppelte Herz, Hannelore Schank, Éditions du Rhin.
- 1954 - Meines Herzens Ruh bist Du, Hannelore Schank, Éditions du Rhin.
- 1954 - Die Wogen des Lebens, Doris Schmidt, Éditions du Rhin.
- 1954 - Um des Kindes willen, Priska Ronek, Éditions du Rhin.
- 1954 - Kleines Mädchen macht Karriere, Kurt F. Andres, Éditions du Rhin.
- 1982 - Si Mulhouse vous était conté / [dessins de] Jean-François Mattauer ; [textes de Stéphane Samacoïtz], Éditions du Rhin.
- 1982 - De la ferme au prétoire, André Moser, Éditions du Rhin.
- 1982 - Strasbourg, ville occupée, 1939-1945 : la vie quotidienne dans la capitale de l'Alsace durant la Seconde guerre mondiale, Eugène Riedweg, Éditions du Rhin.
- 1983 - Lieux magiques et sacrés d'Alsace et des Vosges : les hauts lieux vibratoires de la santé, Gilbert  Altenbach, B. Legrais, Éditions du Rhin.
- 1983 - Lieux magiques et sacrés d'Alsace et des Vosges : les hauts lieux vibratoires de la santé, Gilbert Altenbach, B. Legrais, Éditions du Rhin.
- 1983 - Ces maires qui ont fait Mulhouse, Bernard Fischbach, Éditions du Rhin.
- 1983 - Ces maires qui ont fait Mulhouse, Bernard Fischbach, Éditions du Rhin.
- 1986 - Pole Position : Le Grand Jeu de la Formule 1, Marc Francis, ill. Freelance-Besançon, Éditions du Rhin,  (ISBN 2-86339-031-7)[2].
- 1988 - Santo, Lorette de Le coup de Belfort, dame a4 : coupe du monde d'échecs, tournoi de Belfort, 12 juin-5 juillet 1988, Lorette De Santo, Jacques Gravend, Jean-Paul Touzé, Éditions du Rhin.
- 1994 - La libération de Mulhouse et du sud de l'Alsace : 1944-1945, Eugène Riedweg, Éditions du Rhin.